# We Belong Together (canção de Randy Newman)
"We Belong Together" é uma canção escrita por Randy Newman para o filme Toy Story 3 (2010). Como reconhecimento, venceu, no Oscar 2011, a categoria de Melhor Canção Original.